# Pokal evropskih prvakov 1972/73 (hokej na ledu)
Pokal evropskih prvakov 1972/73 je osma sezona hokejskega pokala, ki je potekal med oktobrom in 20. avgustom. Naslov evropskega pokalnega zmagovalca je osvojil klub CSKA Moskva, ki je v finalu premagal Brynäs IF.

## Tekme

### Prvi krog
| 1. klub               | Rezultat          | 2. klub              |
| --------------------- | ----------------- | -------------------- |
| EC KAC                | 2:10, 3:9         | SG Dynamo Weißwasser |
| Düsseldorfer EG       | 11:5, 5:3         | HC Chamonix          |
| HK Olimpija Ljubljana | 2:2, 5:5 (3:1 KS) | CSKA Sofija          |
| Tilburg Trappers      | 5:1, 6:3          | SG Cortina           |
| Hasle-Løren IL        | 2:5, 3:6          | Podhale Nowy Targ    |
| Ferencvárosi TC       | b.b.              | HC La Chaux-de-Fonds |

### Drugi krog
| 1. klub               | Rezultat | 2. klub              |
| --------------------- | -------- | -------------------- |
| Tilburg Trappers      | 3:7, 1:8 | Düsseldorfer EG      |
| Podhale Nowy Targ     | 4:3, 0:9 | SG Dynamo Weißwasser |
| HK Olimpija Ljubljana | 3:0, 5:6 | Ferencvárosi TC      |
| Dukla Jihlava         | b.b.     | Ilves Tampere        |

### Četrtfinale
| 1. klub              | Rezultat          | 2. klub               |
| -------------------- | ----------------- | --------------------- |
| SG Dynamo Weißwasser | 4:2, 1:3 (0:1 KS) | Dukla Jihlava         |
| Düsseldorfer EG      | 5:3, 3:2          | HK Olimpija Ljubljana |

### Polfinale
| 1. klub     | Rezultat | 2. klub         |
| ----------- | -------- | --------------- |
| Brynäs IF   | 7:3, 2:2 | Düsseldorfer EG |
| CSKA Moskva | 6:0, 3:1 | Dukla Jihlava   |

### Finale
| 1. klub   | Rezultat  | 2. klub     |
| --------- | --------- | ----------- |
| Brynäs IF | 2:6, 2:12 | CSKA Moskva |